# Mario Arturo Acosta Chaparro
Mario Arturo Acosta Chaparro Escápite (México, D. F., 19 de enero de 1942-México, D. F., 20 de abril de 2012) fue un militar mexicano que participó  en la Guerra sucia en México. A Acosta Chaparro se le recuerda por ser uno de los encargados de efectuar las operaciones represivas en contra de la guerrilla de Lucio Cabañas y otras guerrillas contra el gobierno en las décadas de 1980 y 1990. En el año 2002 fue indiciado por delitos contra la salud por su presunta vinculación con grupos con el Cártel de Juárez, pero fue exonerado junto al general Francisco Quirós Hermosillo.

## Trayectoria militar
Ingresó al Colegio militar en 1959 luego de haber realizado la secundaria en el colegio Francés Hidalgo. En 1962 egresó como subteniente y fue comisionado, entre el 1 de enero y el 28 de febrero, en el cuartel general del Cuerpo de Guardias Presidenciales. El 16 de agosto de ese año pasó al 35 Batallón de Infantería, donde recibió el grado de teniente el 20 de noviembre de 1965.
A inicios de los años 60, fue enviado a La Escuela de las Américas, en Fort Bragg, Carolina del Norte, institución auspiciada por el gobierno norteamericano que tenía como misión "capacitar a militares de América Latina para enfrentar a grupos subversivos o considerados "comunistas", y para ello recibió cursos que incluían tácticas de contrainsurgencia, guerra sicológica, inteligencia y "técnicas" para interrogar."
A principios de 1967, entre el 9 de enero y el 4 de febrero, realizó el curso de policía militar de adiestramiento y táctica y de febrero de 1967 al 15 de marzo de 1969 estuvo en el Batallón de Policía Militar. El 20 de noviembre de 1968 fue ascendido a capitán segundo y de marzo de 1969 al 15 de julio de 1970 estuvo adscrito al Segundo Batallón de Policía Militar dependiente del Estado Mayor de la Defensa. Ahí, realizó cursos de paracaidista y de fuerzas especiales, entre el 28 de febrero y el 26 de junio de 1970, en la base militar de Fort Bragg, Carolina del Norte, graduándose como boina verde.
Al dejar el batallón de policía militar, pasó como ayudante del secretario de la Defensa, el general Marcelino García Barragán, hasta el 30 de noviembre de 1970. Posteriormente, fue enviado al 1.er. Batallón de la Brigada de Fusileros Paracaidistas, donde estuvo hasta el 15 de julio de 1971. El 20 de noviembre de ese año, ascendió a capitán primero por selección.

## Guerra sucia en México
El 16 de julio de 1971, pasó al cuartel general de la Brigada de Fusileros Paracaidistas, en la que perteneció hasta el 15 de diciembre de 1977. Durante ese periodo, su hoja de servicios registra una anotación en el apartado de “Campañas y Acciones de Guerra”.
De orden verbal del secretario de la Defensa Nacional, fue destacado a la 27 zona militar, donde en coordinación con autoridades de la PGR, combatió a las guerrillas de Lucio Cabañas y Genaro Vázquez en el Estado de Guerrero. Además, participó en el rescate del gobernador Rubén Figueroa Figueroa que había sido secuestrado por estos grupos armados. Dichas acciones le valieron su ascenso. El 20 de noviembre de 1974, por acuerdo del presidente de la República Luis Echeverría, fue condecorado y ascendido a mayor de Infantería y quedó al frente de la campaña antiguerrilla durante la gubernatura de Rubén Figueroa Figueroa.
El 17 de marzo de 1981 tomó posesión de la Dirección General de Seguridad Pública del Estado de Veracruz y posteriormente, pasó al cuartel general de la brigada de Fusileros Paracaidistas y por último a la planta del Estado Mayor de la Defensa Nacional, del 16 de diciembre de 1977 al 15 de junio de 1983.
En 1990 escribió el libro Movimientos subversivos en México, en el que describe los grupos armados que combatieron al estado en los años setenta y el 1 de noviembre de 1977, por acuerdo del presidente José López Portillo, había sido ascendido a teniente coronel y el 20 de noviembre de 1983, fue ascendido a coronel. El 16 de junio fue reincorporado como jefe de la Policía Judicial Militar, cargo que ocupó hasta enero de 1984, cuando fue nombrado comandante del 68 Batallón de Infantería; en agosto pasó con el mismo cargo al 65 Batallón.
A finales de los años ochenta alcanzó el grado de general brigadier. El 25 de abril de 2008 recibió con honores militares la condecoración de retiro por 45 años de servicio en el Campo Militar Número Uno.

## Acusaciones de narcotráfico
Si bien se encontraba por retirarse, en octubre de 2002, fue acusado de delincuencia organizada, por lo que fue detenido por presuntos nexos con el narcotráfico junto al general Francisco Quirós Hermosillo, específicamente con el cártel de Juárez de Amado Carrillo Fuentes, quien presuntamente daba grandes sumas de dinero y regalos a cambio de protección. Toda esa información fue obtenida gracias a la declaración del testigo protegido Gustavo Tarín, quien involucró a ambos y a diversos miembros del cártel.
Por tales motivos, le fue retirado su grado de general y purgó casi siete años de cárcel. El 1 de noviembre de 2002 fue sentenciado 16 años y medio de prisión por supuestos nexos y protección a dicho cártel. No obstante, en el año 2005, un tribunal federal anuló la sentencia del Consejo de Guerra en donde se le declaraba culpable argumentando fallas en el procedimiento y testigos no creíbles, ordenando se repusiera el juicio.
El 29 de junio de 2007, se le declaró inocente luego de que la Procuraduría General de la República y la Procuraduría de Justicia Militar no pudieran acreditar su culpabilidad.

## Acusaciones de desaparición forzada
El 3 de octubre de 2001 se notificó que existían 123 denuncias presentadas por familiares de los desaparecidos políticos en contra de los generales Acosta Chaparro y Quirós Hermosillo. En 2002, Acosta Chaparro fue acusado de la desaparición y posterior asesinato de  activistas de izquierda política y guerrilleros durante la Guerra sucia en México. El 21 de diciembre de ese mismo año, un juez castrense y la PJM revelaron que tenían la confesión de 10 testigos, miembros del Ejército, que vieron el asesinato de guerrilleros entre 1975 y 1979 que coincidían en la implicación de ambos generales y del mayor Francisco Javier Barquín Alonso, y en la orden de matarlos de un tiro en la nuca en diversas playas de Guerrero para luego arrojarlos en las madrugadas desde un avión en las costas de Oaxaca. Un juez no obstante, determinó que no era responsable y desestimó los cargos en febrero de 2006, beneficiándose en el proceso judicial denominado “desvanecimiento de pruebas”, y exonerado de la detención ilegal, tortura y desaparición de más de 20 campesinos guerrerenses.

## Presunto atentado
El 19 de mayo de 2010 en la Colonia Roma de la Ciudad de México, Acosta Chaparro fue baleado y herido cuatro veces en el abdomen. De acuerdo con los reportes policiales, Acosta Chaparro y su chofer se dirigían a su vehículo cuando un hombre armado que presuntamente quería robar su reloj le disparó.

## Ejecución
El 20 de abril de 2012, Acosta Chaparro fue asesinado por Jonathan Javier Arechega Zarazúa en la Ciudad de México.

## Publicaciones
- Movimientos subversivos en México (1990)